# Basilisk (Schiff, 1880)
Die Basilisk war das sechste Schiff der Wespe-Klasse, einer Klasse von insgesamt elf Panzerkanonenbooten der Kaiserlichen Marine, die für die Verteidigung der deutschen Nord- und Ostseeküste konstruiert wurde.

## Bau und Dienstzeit
Wie auch die anderen Einheiten der Wespe-Klasse wurde das mit dem Haushaltsnamen Panzerfahrzeug F versehene Schiff von der Bremer Werft AG Weser gebaut. Die Arbeiten begannen im Jahr 1877. Das Schiff erhielt als erste Einheit seiner Klasse wie vorgesehen eine Panzerung aus deutscher Produktion. Aufgrund von Qualitätsproblemen bei der mit der Herstellung der Panzerplatten beauftragten Dillinger Hütte mussten die fünf vorangegangenen Schiffe mit einem britischen Fabrikat ausgestattet werden. Am 14. September 1878 erfolgte der Stapellauf des Neubaus. Dabei wurde das Schiff nach einer lateinamerikanischen Leguangattung benannt. Die Arbeiten an der Basilisk wurden im Sommer 1880 beendet. Die Gesamtkosten des Baus beliefen sich auf 1,161 Mio. Mark.
Nach der Fertigstellung des Schiffes wurden vom 20. August bis zum 17. September 1880 Probefahrten durchgeführt und die Basilisk anschließend in Kiel außer Dienst gestellt. Bereits zehn Tage später jedoch wurde sie reaktiviert und bis zum 20. November zu Ausbildungszwecken genutzt. Am 16. August 1881 nahm sie an einer Flottenparade vor Kaiser Wilhelm I. teil, ohne jedoch offiziell in Dienst gestellt worden zu sein. Dies wurde erst am 20. August nachgeholt. Bis zum 18. September 1881 diente sie abermals für die Ausbildung der Besatzung und wurde danach wieder außer Dienst gestellt.

## Verbleib
Etwas mehr als 29 Jahre lang, bis zum 27. September 1910, blieb die Basilisk im Reserveverhältnis, ohne nochmals zum Einsatz zu kommen. An diesem Tag erfolgte die Streichung aus der Liste der Kriegsschiffe. In der Folgezeit wurde sie vom Leckversuchskommando genutzt, 1919 schließlich für 62.660 Mark verkauft und im Folgejahr in Hamburg abgewrackt.

## Kommandanten
| 20. August bis 17. September 1880   | Leutnant zur See Emil von Lyncker   |
| 27. September bis 20. November 1880 | Leutnant zur See Emil von Lyncker   |
| 20. August bis 18. September 1881   | Kapitänleutnant Curt Kalau vom Hofe |